# Anjaam – Heute Liebe, morgen Rache
Anjaam – Heute Liebe, morgen Rache (Hindi: अंजाम, añjām; dt.: Konsequenzen) ist ein Hindi-Film von Rahul Rawail aus dem Jahr 1994.

## Handlung
Anjaam ist die Geschichte des reichen Vijay Agnihotri, steinreiche Alleinerbe von Agnihotri Industries, und der Stewardess Shivani Chopra, die ihren chauvinistischen, arbeitslosen Schwager mit allem was sie hat, unterstützt.
Während einer Geschäftsreise trifft Vijay auf einem Flug die Stewardess Shivani. Vijav hat sich verletzt und wird von Shivani liebevoll versorgt. Er missversteht ihre Hilfe und Fürsorge als Liebe und erzählt glücklich seiner Mutter davon, als er nach Hause kommt.
Vijav, der sich unsterblich verliebt hat, aber abblitzt, lässt der verzogene Macho nichts unversucht, sie zu umwerben. Als Vijay endlich seine Mutter zu Shivani bringt, damit sie für ihn um ihre Hand anhält, ist er überrascht, als er sieht, dass Shivanis Hochzeit mit Ashok, einem Piloten, gerade stattfindet.
Enttäuscht und mit Hass erfüllt, kauft sich Vijay erst bei Ashok ein, um dann den Nebenbuhler umzubringen und Shivani mit einer Falschaussage in den Frauen-Horrorknast zu werfen. Nach jahrelangem Martyrium nimmt Shivani Rache.

## Auszeichnungen
- Filmfare Award
  - Bester Schurke (Shah Rukh Khan)